# Hyalonema aculeatum
Hyalonema aculeatum är en svampdjursart som beskrevs av Schulze 1894. Hyalonema aculeatum ingår i släktet Hyalonema och familjen Hyalonematidae. Inga underarter finns listade i Catalogue of Life.